# JoJo
Joanna Noëlle Levesque (Brattleboro, Vermont, SAD, 20. prosinca 1990.) poznatija kao JoJo, je američka R&B pjevačica, tekstopisac, i glumica. Nakon natjecanja u televizijskom showu America’s Most Talented Kids, njen talent prepoznao je producent Vincent Herbert te je pozvao na audiciju za producentsku kuću Blackground Records.

## Karijera
Proslavila se objavljivanjem albuma JoJo, koji je debitirao na broju 4 američke ljestvice Billboard 200 s prodajom od 90.000 primjeraka. Diljem svijeta albm je prodan preko 3 milijuna primjeraka. Najavni singl albuma "Leave (Get Out)" objavljen je u veljači 2004. godine te je dosegao broj 12 na američkoj ljestvici Billboard Hot 100 zaradivši zlatnu certifikaciju od RIAA-a. Pjesma je 5 tjedana ostala na broju 1 Billboardove ljestvice Top 40 Mainstream, čime je JoJo postala najmlađi samostalni izvođač sa singlom broj 1 u SAD-u (s 13 godina).
Njen drugi album The High Road objavljen je 17. listopada 2006. godine te je debitirao na broju 3 ljestvice Billboard 200 ostvarenom prodajom od 108.000 primjeraka u prvom tjednu. Album je prodan preko 2 milijuna primjeraka diljem svijeta. Prvi singl albuma "Too Little Too Late" objavljen je u kolovozu 2006. godine dospjevši na broj 3 ljestvice Billboard Hot 100 te je zaradio platinastu certifikaciju od RIAA-a.
JoJo je 2009. godine ostvarila suradnju s Timbalandom pojavivši se na njegovom trećem albumu Shock Value II u pjesmi "Lose Control". Sudjelovala je i u pjesmi "Timothy Where You Been", uz glazbeni sastav Jet, kao pozadinski vokal. JoJo je trenutno završila snimanje trećeg studijskog albuma, koji je trebao nositi naziv All I Want Is Everything, no preimenovan je u Jumping Trains,  koji bi trebao biti objavljen u prvoj polovici 2012. godine.
Izdala je i novi singl naziva Disaster.

## Privatni život
JoJo i njezina majka stanuju u New Jerseyju dok joj je studio na Manhattanu, New York City. JoJo je bila u vezi s američkim nogometašem Freddyjem Aduom od svibnja 2005. godine do rujna 2006. godine. Upoznali su se na MTV-jevom showu Fake ID Club. U listopadu 2006. godine JoJo je izjavila da je prekinula s Freddyjem Aduom, no da su ostali dobri prijatelji.
Časopis Forbes 28. veljače 2007. godine postavio ju je na broj 10 ljestvice Top 20 zarađivača ispod 25 godina, s godišnjom zaradom od 1 milijun dolara.
Complex.com postavio ju je u srpnju 2009. godine na broj 5 ljestvice Barely Legal: The 10 Hottest '90s Babies (Top 10 najzgodnijih djevojaka '90-ih) odmah nakon Emme Roberts i Wille Holland.

## Diskografija

### Studijski albumi
- 2004.: JoJo
- 2006.: The High Road
- 2011.: Jumping Trains

### Ostali albumi
- 2010.: Can't Take That Away From Me

## Turneje
- 2004.: Truth Tour (s Usherom)
- 2007./2008.: The High Road Tour
- 2010.: Shock Value II Tour (s Timbalandom)
- 2010.: nadolazeća svjetska turneja

## Nagrade
Od 10 nominacija za razne prestižne nagrade JoJo je osvojila 3 nagrade.
| Godina | Ime                                              | Nagrada                           | Nominirani rad                          | Rezultat   |
| ------ | ------------------------------------------------ | --------------------------------- | --------------------------------------- | ---------- |
| 2004.  | MTV Video Music Award                            | Najbolji novi izvođač             | "Leave (Get Out)"                       | Nominacija |
| 2004.  | Billboard Music Awards                           | Ženski izvođač godine             | JoJo                                    | Nominacija |
| 2004.  | Billboard Music Awards                           | Mainstream Top 40 singl godine    | "Leave (Get Out)"                       | Nominacija |
| 2006.  | Teen Choice Award                                | Najbolja izvedba u filmu          | Aquamarine                              | Nominacija |
| 2007.  | Boston Music Awards                              | Nacionalni ženski izvođač godine  | "Too Little Too Late"                   | Dobitnica  |
| 2007.  | Hollywood Life 9th Annual Young Hollywood Awards | Najzapaženija izvedba             | JoJo                                    | Dobitnica  |
| 2007.  | Young Artist Awards                              | Najbolja izvedba u filmu          | Aquamarine                              | Nominacija |
| 2008.  | Yahoo Music Awards                               | Preko 10.000.000 downloada        | "Too Little Too Late"                   | Dobitnica  |
| 2008.  | Boston Music Awards                              | Izvanredna Pop/R&B izvedba godine | JoJo                                    | Nominacija |
| 2009.  | Poptastic Award                                  | Najbolji TV film                  | True Confessions of a Hollywood Starlet | Nominacija |

## Vanjske poveznice
- Službena stranica
- JoJo na YouTubeu
- JoJo na Allmusicu
- JoJo na Internet Movie Databaseu